# Ökumene (Geographie)

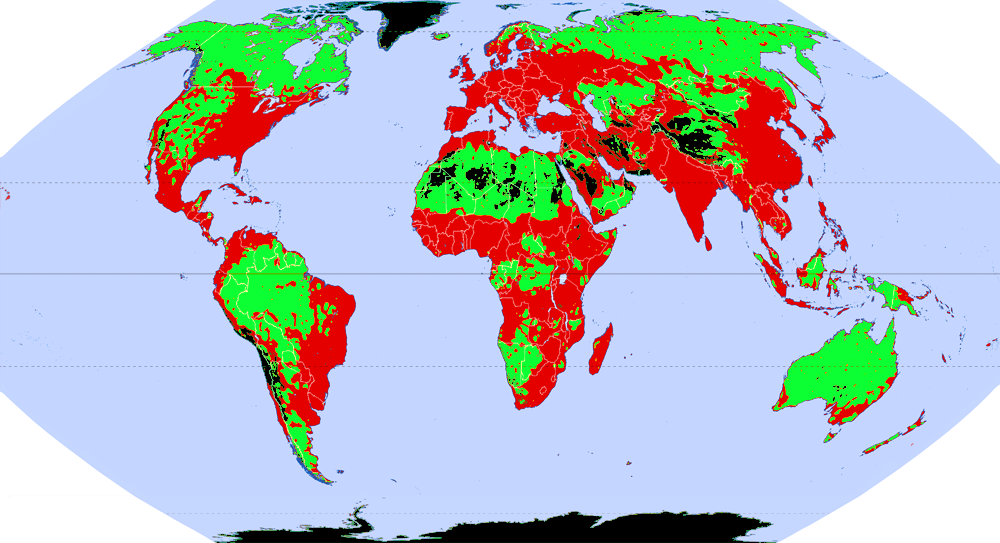
Anökumene
Subökumene
ÖkumeneJeweils Anfang des 21. Jahrhunderts

Ökumene (von griechisch Oikumene ‚Erdkreis‘, ganze bewohnte Erde; hier: Dauersiedlungsraum) ist der ständig besiedelte und ackerbaulich vollumfänglich nutzbare Teil der Erdoberfläche. Dazu zählen urbane Landschaften, Siedlungslandschaften, Kulturlandschaften und Wirtschaftslandschaften. Anfang des 21. Jahrhunderts kann man um die 50 Prozent der Landoberfläche zur Ökumene rechnen.
Fast vollständig zur Ökumene gehören Europa, Süd- und Ostasien, große Teile Afrikas, Mittel- und Südamerikas, sowie der Osten der USA und der Südosten Australiens. Seit Beginn der Bevölkerungsexplosion nach der europäischen Expansion hat sich die Ökumene durch die Urbarmachung riesiger Flächen exponentiell ausgeweitet.
Der Begriff wird zusammen mit den Begriffen Subökumene, Anökumene und Periökumene in der Regel im Rahmen der Geowissenschaften – insbesondere in der Siedlungsgeographie – auf der globalen Maßstabsebene verwendet.
Zur Ökumene zählen alle Gebiete, die ackerbaulich (voll) nutzbar sind oder wären und/oder ständig besiedelt sind, also auch Gebiete, die derzeit unbesiedelt, ungenutzt oder unerschlossen sind, aber nutzbar wären.
Lokal betrachtet gibt es auch innerhalb der Ökumene verschiedene Gebiete, die nicht besiedelbar sind; hierzu zählen etwa Wasserflächen, Gletscher, Moore, hochwassergefährdete Gebiete, Hochgebirge, steinschlaggefährdete Gebiete oder auch einfach nur sonnenscheinfreie, schwer zugängliche sowie verkarstete und damit wasserlose Stellen.